# Einband-Weltmeisterschaft 1934/2

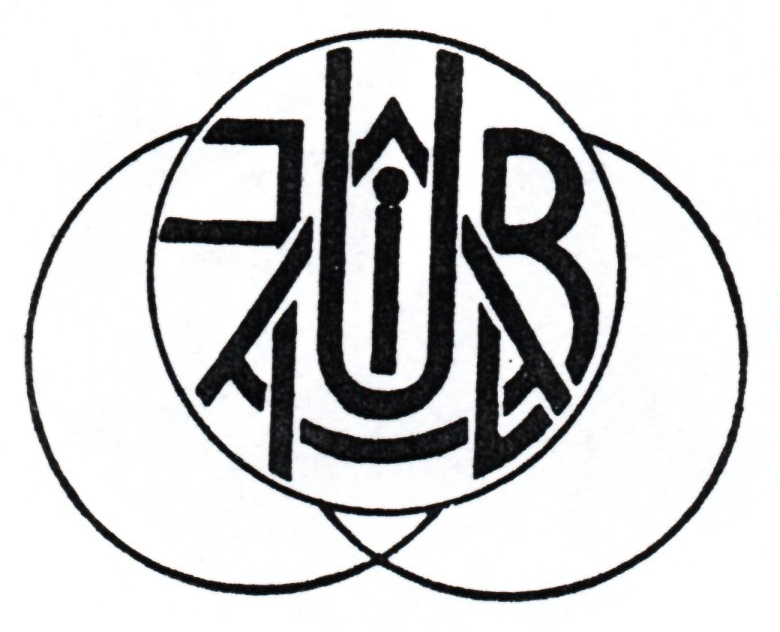
Logo UIFAB (ausrichtender Verband)

Veranstaltungsort: Paris

Die Einband-Weltmeisterschaft 1934/2 war das zweite Turnier in dieser Disziplin des Karambolagebillards und fand vom 6. bis zum 12. Dezember 1934 in Paris statt. Die WM zählte zur Saison 1934/35. Es war die zweite Einband-Weltmeisterschaft in Frankreich.

## Geschichte
Die zweite Einband-Weltmeisterschaft fand im legendären Billard-Palace in Paris statt, wo schon viele Cadre Weltmeisterschaften stattfanden. Alle Bestleistungen der ersten Weltmeisterschaft wurden verbessert, wobei der BED und die HS neue Weltrekorde waren. Die WM gewann der Franzose Jean Albert. Wie schon bei der ersten WM erzielte Jacques Davin die meisten Turnierbestleistungen. Jan Sweering und Ernst Reicher erreichten wieder Podestplätze.

## Modus
Gespielt wurde in einer Finalrunde „Jeder gegen Jeden“ bis 150 Punkte.

## Abschlusstabelle

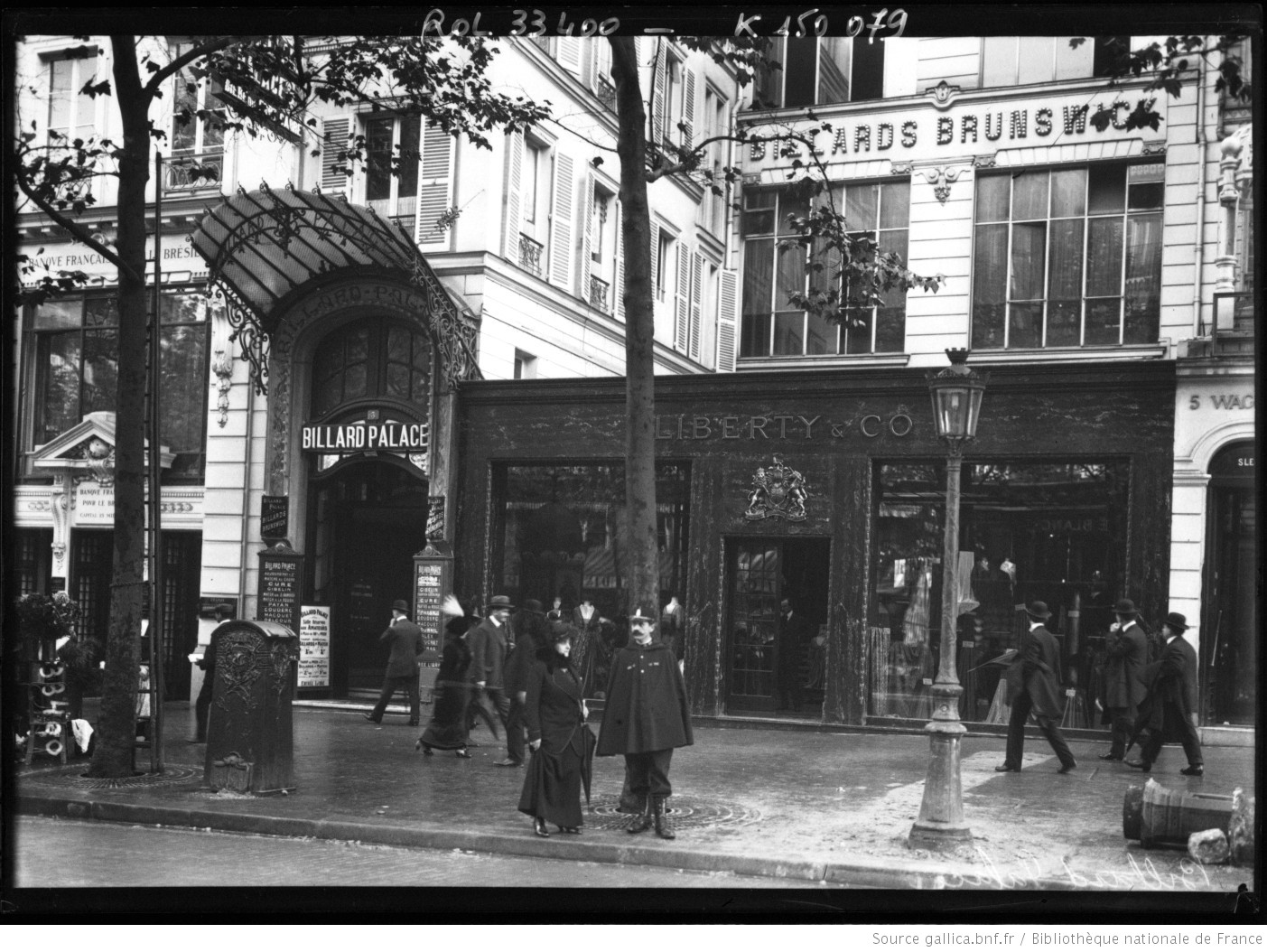
Académie & Café Billard-Palace

| MP    | Match Points (Sieger = 2; Unentschieden = 1; Verlierer = 0) |
| Pkte. | Erzielte Karambolagen                                       |
| Aufn. | Benötigte Versuche                                          |
| GD    | Generaldurchschnitt                                         |
| BED   | Bester Einzeldurchschnitt eines Spielers                    |
| HS    | Höchstserie                                                 |
|       | Bester GD des Turniers                                      |
|       | Bester ED des Turniers                                      |
|       | Beste HS des Turniers                                       |
|       | 1. Platz (Gold)                                             |
|       | 2. Platz (Silber)                                           |
|       | 3. Platz (Bronze)                                           |

| Platz                     | Name               | MP   | Pkte. | Aufn. | GD   | BED  | HS |
| ------------------------- | ------------------ | ---- | ----- | ----- | ---- | ---- | -- |
| 1                         | Jean Albert        | 12:2 | 1046  | 322   | 3,24 | 3,75 | 31 |
| 2                         | Jan Sweering       | 10:4 | 1003  | 351   | 2,85 | 4,83 | 28 |
| 3                         | Ernst Reicher      | 10:4 | 977   | 354   | 2,73 | 3,57 | 27 |
| 4                         | Jacques Davin      | 8:6  | 989   | 298   | 3,31 | 4,28 | 37 |
| 5                         | Joseph Verbist     | 7:7  | 926   | 390   | 2,37 | 3,57 | 37 |
| 6                         | Joaquín Domingo    | 4:10 | 911   | 384   | 2,37 | 4,41 | 26 |
| 7                         | Jákab Pap          | 3:11 | 804   | 401   | 2,00 | 2,20 | 13 |
| 8                         | Heinrich Schwarzer | 2:12 | 685   | 374   | 1,83 | 2,23 | 26 |
| Turnierdurchschnitt: 2,55 |                    |      |       |       |      |      |    |